# Семёновка (Рославльский район)
Семёновка — деревня в Рославльском районе Смоленской области России. Входит в состав Любовского сельского поселения.

## География
Расположена в южной части области в 24 км к северо-востоку от Рославля, в 7 км южнее автодороги А101 Москва — Варшава («Старая Польская» или «Варшавка»).
В 10 км южнее деревни расположена железнодорожная станция Аселье на линии «Рославль — Фаянсовая».

## История
В годы Великой Отечественной войны деревня была оккупирована гитлеровскими войсками в августе 1941 года, освобождена в сентябре 1943 года.
В Семёновке был найден франкский Меч Ульфберта X века.

## Население
| 2007 |
| ---- |
| 35   |